# Yuri (thể loại)
Yuri (Nhật: 百合 n.đ. "hoa ly"), hay còn được biết đến qua cách diễn đạt wasei-eigo là girls' love (ガールズラブ gāruzu rabu), là một thể loại văn hóa phẩm truyền thông Nhật Bản tập trung vào việc miêu tả những mối quan hệ thân mật giữa các nhân vật có giới tính nữ. Mặc dù quan hệ đồng tính nữ vốn là một dạng chủ đề được thường xuyên liên hệ. Tuy nhiên, thể loại này cũng bao gồm các tác phẩm mô tả mối quan hệ dựa trên nền tảng về mặt tình cảm và tinh thần giữa những người phụ nữ mà không nhất thiết phải mang các yếu tố lãng mạn hay tình dục. Yuri thường được liên hệ nhiều nhất với các văn hóa phẩm truyền thông thực tế như anime và manga. Mặc dù thuật ngữ này cũng được dùng để mô tả những dạng văn hóa phẩm khác như trò chơi điện tử, tiểu thuyết ngắn hay như các hình thức văn học khác.

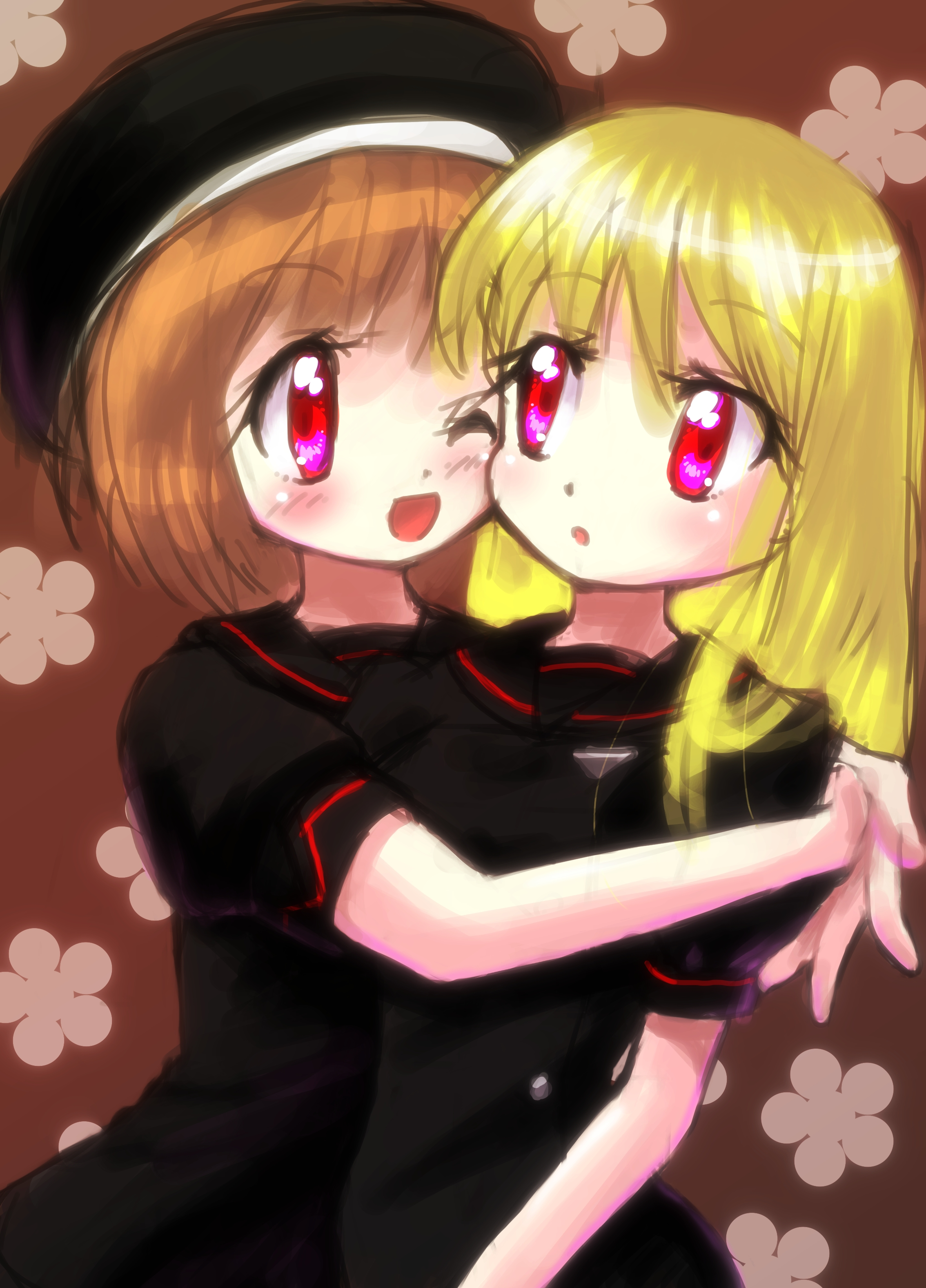
Một ví dụ về tác phẩm nghệ thuật lấy cảm hứng từ yuri.
Trên thực tế, các tác phẩm mô tả mối quan hệ thân mật giữa các bạn học cùng trường là một bối cảnh rất phổ biến trong thể loại này.

Nguồn gốc mở đầu cho sự ra đời cả thể loại này bắt nguồn từ các chủ đề liên quan đến yuri xuất phát từ tiểu thuyết đồng tính nữ Nhật Bản vào đầu thế kỷ 20 mà đặc biệt phải kể đến là các tác phẩm của tiểu thuyết gia Yoshiya Nobuko và các tác phẩm văn học thuộc thể loại Class S. Những tựa manga mô tả tình ái đồng giới nữ bắt đầu xuất hiện từ những năm 70 của thế kỷ 20 trong các tác phẩm của các họa sĩ thuộc nhóm họa sĩ nữ Year 24 Group. Trong đó, nổi bật nhất là các tác phẩm do hai cây bút Yamagishi Ryoko và Ikeda Riyoko sáng tác. Thể loại này từ đó dần trở nên phổ biến rộng rãi hơn bắt đầu từ những năm 90 của thế kỷ 20. Việc thành lập tạp chí Yuri Shimai vào năm 2003, tạp chí manga đầu tiên dành riêng cho thể loại cùng tên, kết hợp với sự ra đời của tạp chí "kế nhiệm" là Comic Yuri Hime vào năm 2005, đã cấu thành lên việc xác lập yuri như một thể loại xuất bản riêng biệt đồng hành với nó là sự hình thành một cộng đồng người hâm mộ cho thể loại này.
Là một thể loại, yuri vốn không nhắm đến một nhóm nhân khẩu học giới tính duy nhất như các thể loại tương ứng về đồng tính nam là boys' love (BL, chủ yếu tiếp thị cho độc giả giới tính nữ) và manga đồng tính nam (chủ yếu tiếp thị cho độc giả nam đồng tính). Mặc dù yuri có nguồn gốc là một thể loại nhắm đến nhóm nhân khẩu học nữ, các tác phẩm yuri nhắm đến khán giả nam cũng đã từng được sản xuất. Có thể kể đến một số ví dụ như trong các manga được xuất bản từ tạp chí Comic Yuri Hime S - một tạp chí chị em của Comic Yuri Hime's, vốn hướng đến nhóm độc giả chủ yếu là nam giới.

## Thuật ngữ và từ nguyên

### Yuri

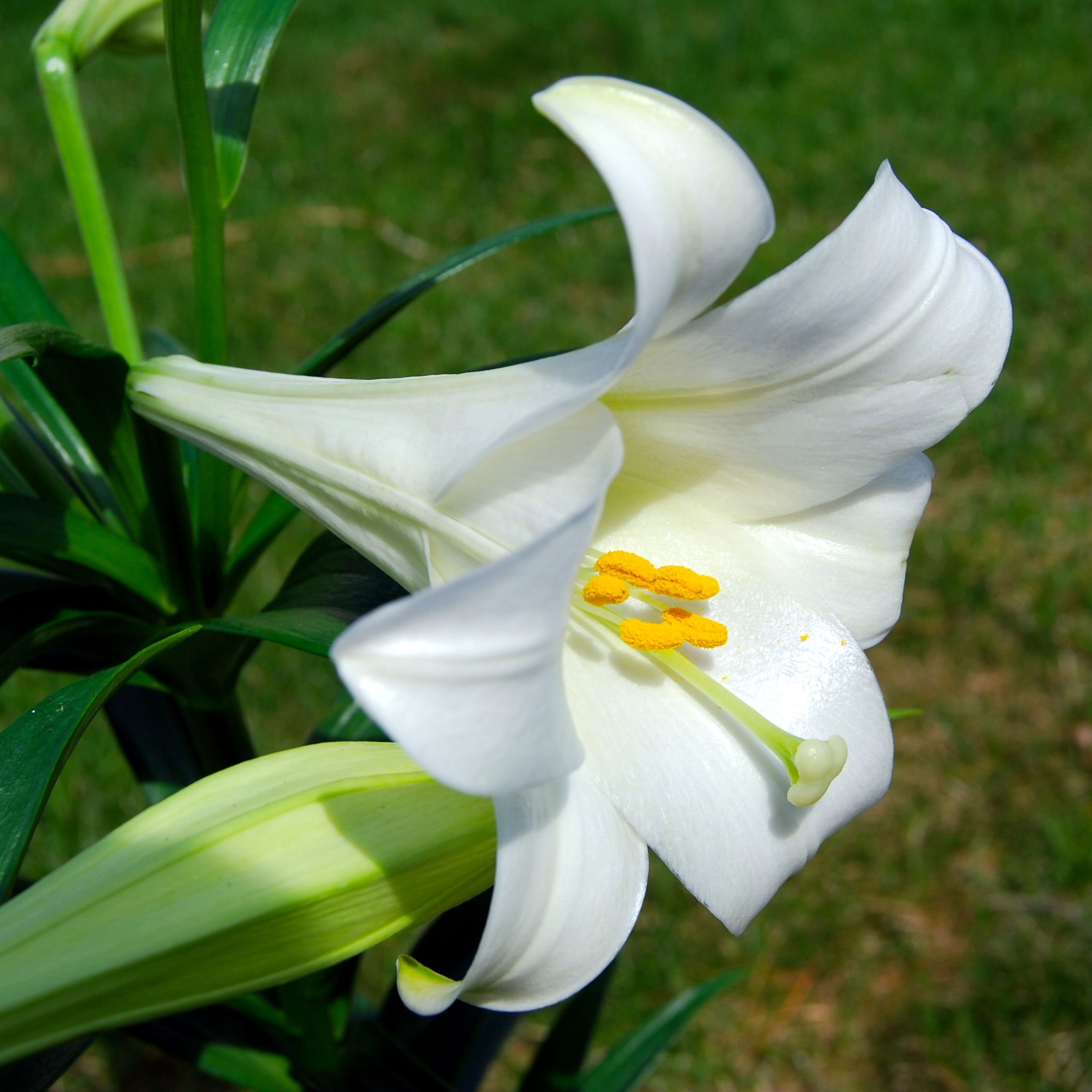
Một bông hoa ly trắng, biểu tượng de facto của thể loại yuri

Từ yuri (百合), dịch theo nghĩa đen là "hoa ly" - là một cái tên nữ tương đối phổ biến ở Nhật Bản. Hoa ly trắng đã được sử dụng từ thời kì khuynh hướng văn học lãng mạn của nền văn học Nhật Bản, và được khéo léo sử dụng nhằm tượng trưng cho vẻ đẹp thuần khiết và sự trong trắng của người con gái Nhật, đồng thời cũng được sử dụng là biểu tượng thực tế cho thể loại này.
Năm 1976, Bungaku Ito, tổng biên tập của tạp chí dành cho nam giới đồng tính Barazoku (薔薇族 n.đ. "Bộ tộc Hoa hồng"), đã sử dụng thuật ngữ yurizoku (百合族 n.đ. "bộ tộc hoa ly") để chỉ các độc giả nữ của tạp chí trong một chuyên mục thư tín riêng biệt với tựa đề Yurizoku no Heya (百合族の部屋 n.đ. "Hương khuê của Hồ ly").
Thuật ngữ này sau đó bắt đầu dần được liên kết với manga khiêu dâm đồng tính nữ từ những năm 90 của thế kỷ 20 - đặc biệt phổ biến thông qua việc được sử dụng ở một số tạp chí như Lady's Comic Misuto (xuất bản trong khoảng thời gian từ 1996–1999), đặc trưng bởi việc sử dụng hình ảnh hoa ly làm biểu tượng. Khi thuật ngữ yuri bắt đầu được sử dụng ở phương Tây vào những năm 1990, nó cũng được dùng để mô tả manga khiêu dâm hướng đến độc giả nam có nội dung về các cặp đôi đồng tính nữ.
Ở Hàn Quốc và Trung Quốc, "hoa ly" được sử dụng như một từ mượn ngữ nghĩa từ cách dùng của Nhật Bản để mô tả các phương tiện truyền thông lãng mạn nữ - nữ. Trong đó mỗi nước sử dụng bản dịch trực tiếp của thuật ngữ như baekhap (백합) ở Hàn Quốc và bǎihé (百合) ở Trung Quốc.

### Girls' love
Cách diễn đạt wasei-eigo gāruzu rabu (ガールズラブ gāruzu rabu) và từ viết tắt "GL" của đã được phần đông các nhà xuất bản Nhật sử dụng từ những năm 2000 và thường được giải thích như là một từ trái nghĩa với thể loại lãng mạn nam - nam, boys' love (BL).

### Shōjo-ai
Trong những năm 1990, người hâm mộ phương Tây bắt đầu sử dụng thuật ngữ shōjo-ai (少女愛 n.đ. "tình yêu con gái") để mô tả các tác phẩm yuri không miêu tả những hành động tình dục một cách rõ ràng. Cách sử dụng này được mô phỏng theo sự giao thoa văn hóa như cách cộng đồng người hâm mộ tại đây đã làm đối với thuật ngữ shōnen-ai (少年愛 n.đ. "tình yêu con trai") để mô tả các tác phẩm BL những không bao gồm những nội dung tình dục rõ ràng.

## Lịch sử
Tác phẩm văn học Nhật đầu tiên mang nội dung đồng tính nữ là của Nobuko Yoshiya, một tiểu thuyết gia sống trong thời kì Taishō và Shōwa ở Nhật, và là tác phẩm thuộc dạng "Class S genre" đầu tiên của thế kỉ 20. Những câu truyện trong tiểu thuyết của bà nói về mối quan hệ lesbian, thậm chí là "platonic relationship" trong trường học, hôn nhân và sau khi chết. "Class S story" thường được dùng để nói về mối quan hệ giữa các nữ sinh, một mối quan hệ giữa học sinh lớp trên và học sinh lớp dưới.
Trong thập niên 70, Yuri bắt đầu xuất hiện trong các shōjo manga, ban đầu chỉ là giới thiệu, vẽ lại một số nhân vật lesbian trong các tác phẩm văn học đầu thế kỉ 20. Những tác phẩm có genre yuri ban đầu này có đặc trưng với 2 nhân vật chính: một phụ nữ tương đối lớn tuổi với một nhân vật trẻ và vụng về. Trong những tác phẩm này, hai nhân vật thường có những mối quan hệ bất hòa giữa 2 gia đình, tuy nhiên những tin đồn về mối quan hệ lesbian giữa họ được xác thực và 2 nhân vật gặp phải những scandal, rắc rối. Kết thúc của các manga này thường là tragedy và nhân vật nữ lớn hơn thường chết vào cuối truyện. Nói chung, yuri manga trong giai đoạn này không thể tránh khỏi được những kết thúc bi kịch, có thể lấy ngay tác phẩm manga đầu tiên nói về mối quan hệ lesbian, Shiroi Heya no Futari của tác giả Ryoko Yamagishi làm ví dụ. Đó cũng là giai đoạn mà Shōjo manga bắt đầu xuất hiện phong cách mới với sự thay đổi giới tính và với những nhân vật nữ có cách ăn mặc như nam giới, đôi lúc khiến người đọc lầm tưởng những nữ nhân vật này là nam, như trong Takarazuka Revue. Cách vẽ này càng được thể hiện rõ ràng trong các tác phẩm của Riyoko Ikeda, đặc biệt là trong các tác phẩm The Rose of Versailles, Oniisama e... và Claudine...!. Một vài các tác phẩm manga shōnen trong giai đoạn này, ví dụ như Cutie Honey của Go Nagai, cũng vẽ các nhân vật nữ lesbian, tuy nhiên chúng thường được ví như các tác phẩm fanservice hoặc comic relief.
Sang đến thập niên 1990, bắt đầu có những sự thay đổi trong cách vẽ các manga yuri. Một số manga, có thể lấy điển hình là Jukkai me no Jukkai của Wakuni Akisato, xuất bản năm 1992, bắt đầu có những cốt truyện linh hoạt hơn và bắt đầu thoát khỏi kết thúc tragic như các yuri manga thời kì trước. Những tác phẩm này tồn tại song song với các dōjinshi works, mà nổi bật nhất trong giai đoạn này là bộ truyện Sailor Moon, bộ manga và anime đầu tiên có cách nhìn thoáng hơn về các lesbian couple. Các tác phẩm hướng về phái nam như serie anime Devilman Lady với cốt truyện từ một seinen manga của Go Nagai, cũng bắt đầu có sự thay đổi cách nhìn "mature manner" hơn về lesbian themes. Tạp chí đầu tiên đặc biệt hướng về các mối quan hệ lesbian cũng được phát hành những số đầu tiên trong giai đoạn này, với các tác phẩm chính là các yuri manga. Các manga này có nội dung chính xoay quanh các cuộc tình lesbian trong trường học với những mức độ khác nhau. Cũng chính tại thời điểm này (giữa thập niên 1990), các tác phẩm lesbian-themed bắt đầu được chấp nhận.
Cuối thập niên 1990, tác phẩm Maria-sama ga Miteru của Oyuki Konno ra đời, đây là bộ yuri manga nổi tiếng nhất với số lượng bán luôn nằm trong top best-seller của thể loại Yuri tới tận 2004. Một trong những tác giả Yuri nổi danh trong thời kì này phải kể tới Kaho Nakayama, mangaka đã bắt đầu viết những yuri manga từ đầu thập niên 1990 với những tác phẩm nói về tình yêu giữa các nhân vật nữ. Vào khoảng đầu thế kỉ 21, tạp chí manga đầu tiên đặc biệt hướng tới các tác phẩm yuri manga chính thức được phát hành với những truyện được chia ra làm nhiều thể loại và mức độ khác nhau: những mối quan hệ tình cảm được dấu kín hoặc từ một phía như Voiceful hay những mối quan hệ rõ ràng hơn giữa nữ sinh trong First Love Sisters, hoặc thậm chí là mối quan hệ tình cảm lesbian ở mức độ cao hơn nữa trong một số tác phẩm như Rakuen no Jōken. Một số truyện cũng hướng về các độc giả nam trong thời điểm này, nhưng phần lớn thường được kết hợp với các themes khác, ví dụ như mecha hay khoa học viễn tưởng. Các tác phẩm có thể kể ra trong thời điểm này như Kannazuki no Miko, Blue Drop, và Kashimashi: Girl Meets Girl. Thêm vào đó, các truyện dành cho độc giả nam cũng bắt đầu sử dụng những thuật ngữ như "moe" và "bishōjo" characterizations.

## Những tác phẩm đã phát hành về đề tài này
Sun Magazine bắt đầu xuất bản tạp chí dành cho yuri manga, Yuri Shimai trong khoảng giữa 6/2003 và 11/2004 với định kì 3 tháng một số và dừng lại chỉ sau 5 số báo. Sau khi tạp chí này ngừng phát hành, Comic Yuri Hime được Ichijinsa phát hành vào tháng 7/2005 như một sự hồi sinh của tạp chí, trong đó đăng những tác phẩm manga của những tác giả mangaka đã từng có tác phẩm đăng trên Yuri Shimai. Giống như tạp chí trước, Comic Yuri Hime cũng chỉ phát hành định kì 3 tháng một số. Một tạp chí khác được Ichijinsa phát hành vào 6/2007 song song với Comic Yuri Hime là Comic Yuri Hime S. Không giống như Yuri Shimai hay Comic Yuri Hime, Comic Yuri Hime S hướng về các độc giả nam là chính. Ichijinsa cũng bắt đầu xuất bản các light novel có nội dụng được lấy trong các manga được phát hành trên Comic Yurri Hime và những yuri novel nguyên gốc trong mạch xuất bản các shojo novel light của Nhà xuất bản: Ichijinsha Bunko Iris, bắt đầu được ấn hành từ 19/7/2008.
Công ty đầu tiên xuất bản các tác phẩm manga yuri tại thị trường Mỹ là ALC PublishingYuricon, với tạp chí Yuricon. Tác phẩm yuri manga mà nhà xuất bản này ấn hành là Rica 'tte Kanji!? Của Rica Takashima. Bộ truyện, được giáo sư Luis Kerridwen lấy làm nền tảng cho giáo án về nhân loại học tại đại học Brandeis và Yuri Monogatari, bộ manga yuri xuất bản hàng năm đều được phát hành vào năm 2003. Ngoài ra còn có những tác phẩm khác của các tác giả Mỹ, Châu Âu và Nhật như Akiko Morishima, Althea Keaton, Kristina Kolhi, Tomomi Nakasora và Eriko Tadeno. Những tác phẩm của các tác giả kể trên từ ảo mộng cho đến thực tế, đều xoay quanh những vấn đề như định hướng giới tính. Bên cạnh ALC Publishing, một công ty khác của Mỹ là Seven Seas Entertainment cũng có tiếng tăm trong việc xuất bản các version tiếng Anh của các bộ yuri như manga "Kashimashi: Girl Meets Girl và light novel "Strawberry Panic!. Vào tháng 10/2006, Seven Seas bắt đầu cho ra mắt dòng yuri manga đặc biệt bao gồm những yuri manga như Strawberry Panic!, The Last Uniform, ngoài ra còn một số yuri manga nổi bật đã từng được Comic Yuri Hime ấn hành như Voiceful and First Love Sisters.

## Anime "Yuri"/"Shoujo-Ai"
- 12 Days
- .hack//Sign
- Air Master
- Akuma no Riddle
- Avenger
- Battle Athletes Victory
- Bloom Into You
- Blue
- Blue Drop
- Burst Angel
- Candy Boy
- Citrus
- Claudine...!
- Devilman Lady
- Diebuster
- Dirty Pair
- El Cazador de la Bruja
- Figure 17
- Gokujou Seitokai
- Hayate Cross Blade
- HEN
- Ikkitousen
- Ikkitousen Dragon Destiny
- Ikkitousen Great Guardians
- Kannazuki no Miko
- Kashimashi ~Girl Meets Girl~
- Koihime Musou
- Kurau Phantom Memory
- Mahou Shoujo Lyrical Nanoha
- Madlax
- My-HiME
- Maria-sama ga Miteru
- Miyuki-Chan in Wonderland
- Noir
- Oniisama e...
- Project A-Ko
- Puni Puni Poemi
- Read Or Die
- Read or Dream
- Revolutionary Girl Utena
- Rose of Versailles
- Saki
- Sakura Trick
- Shiroi Heya no Futari
- Simoun
- Steel Angel Kurumi 2
- Strawberry Panic!
- Strawberry Shake Sweet
- Strike Witches
- The Sword of Paros
- Revolutionary Girl Utena
- Uta Kata
- Venus Versus Virus
- Yami to Bōshi to Hon no Tabibito
- Yokohama Kaidashi Kikō
- Pluse
- Their Story
- yuru yuri
- Tensei Ōjo to Tensai Reijō no Mahō Kakumei